# Formule 1 v roce 1956
VII. Mistrovství světa jezdců zahájila 22. ledna Grand Prix Argentiny a po 8 závodech 2. září při Grand Prix Itálie byl znám nový mistr světa. Mistrem světa pro rok 1956 se stal Juan Manuel Fangio, který tak získal svůj čtvrtý titul mistra světa.

## Pohled na sezónu
Fangio se přidal k Ferrari poté, co Mercedes-Benz, s nímž vyhrál tituly 1954 a 1955, ze sportu odešel. Ferrari získalo vozy D50 týmu Lancia a dalo dohromady silný tým jehož součástí byl Juan Manuel Fangio, Eugenio Castellotti, Luigi Musso a Peter Collins. Fangio vyhrál úvodní závod když sdílel Mussův vůz poté, co se jeho vlastní auto porouchalo. Collins a Fangioův týmový kolega z Mercedesu, Stirling Moss - nyní jezdící za Maserati, představoval největší výzvu pro jeho obhajobu titulu, každý vyhrál dva závody. Tato sezóna již nebyla pouze o jednom týmu, ale mimo rychlé Ferrari vyhrálo 2 závody Maserati a britské Connaughts, Vanwall a BRM se také předvedli v dobrém světle.

## Pravidla
- Boduje prvních pět jezdců podle klíče:
  - 1. místo – 8 bodů
  - 2. místo – 6 bodů
  - 3. místo – 4 body
  - 4. místo – 3 body
  - 5. místo – 2 body
  - 1 bod získá pilot za nejrychlejší kolo
- Do konečné klasifikace se započítávají pouze 5 nejlepší výsledky z 9 závodů, které jsou v rámci mistrovství světa.

## Týmy a jezdci
| Entrant                             | Constructor     | Chassis  | Engine                                   | Tyre              | Driver                 | Rounds     |
| ----------------------------------- | --------------- | -------- | ---------------------------------------- | ----------------- | ---------------------- | ---------- |
| Officine Alfieri Maserati           | Maserati        | 250F     | Maserati 250F1 2.5 L6                    | Pirelli           | Stirling Moss          | 1–2, 4–8   |
| Officine Alfieri Maserati           | Maserati        | 250F     | Maserati 250F1 2.5 L6                    | Pirelli           | Jean Behra             | 1–2, 4–8   |
| Officine Alfieri Maserati           | Maserati        | 250F     | Maserati 250F1 2.5 L6                    | Pirelli           | Carlos Menditeguy      | 1          |
| Officine Alfieri Maserati           | Maserati        | 250F     | Maserati 250F1 2.5 L6                    | Pirelli           | Luigi Piotti           | 1          |
| Officine Alfieri Maserati           | Maserati        | 250F     | Maserati 250F1 2.5 L6                    | Pirelli           | Chico Landi            | 1          |
| Officine Alfieri Maserati           | Maserati        | 250F     | Maserati 250F1 2.5 L6                    | Pirelli           | Gerino Gerini          | 1          |
| Officine Alfieri Maserati           | Maserati        | 250F     | Maserati 250F1 2.5 L6                    | Pirelli           | José Froilán González  | 1          |
| Officine Alfieri Maserati           | Maserati        | 250F     | Maserati 250F1 2.5 L6                    | Pirelli           | Cesare Perdisa         | 2, 4–7     |
| Officine Alfieri Maserati           | Maserati        | 250F     | Maserati 250F1 2.5 L6                    | Pirelli           | Paco Godia             | 4–8        |
| Officine Alfieri Maserati           | Maserati        | 250F     | Maserati 250F1 2.5 L6                    | Pirelli           | Mike Hawthorn          | 4          |
| Officine Alfieri Maserati           | Maserati        | 250F     | Maserati 250F1 2.5 L6                    | Pirelli           | Piero Taruffi          | 5          |
| Officine Alfieri Maserati           | Maserati        | 250F     | Maserati 250F1 2.5 L6                    | Pirelli           | Umberto Maglioli       | 7–8        |
| Officine Alfieri Maserati           | Maserati        | 250F     | Maserati 250F1 2.5 L6                    | Pirelli           | Luigi Villoresi        | 8          |
| Officine Alfieri Maserati           | Maserati        | 250F     | Maserati 250F1 2.5 L6                    | Pirelli           | Jo Bonnier             | 8          |
| Owen Racing Organisation            | MaseratiBRM     | 250F P25 | Maserati 250F1 2.5 L6 BRM P25 2.5 L4     | PirelliDunlop     | Mike Hawthorn          | 1–2, 6     |
| Owen Racing Organisation            | MaseratiBRM     | 250F P25 | Maserati 250F1 2.5 L6 BRM P25 2.5 L4     | PirelliDunlop     | Tony Brooks            | 2, 6       |
| Owen Racing Organisation            | MaseratiBRM     | 250F P25 | Maserati 250F1 2.5 L6 BRM P25 2.5 L4     | PirelliDunlop     | Ron Flockhart          | 6          |
| Alberto Uria                        | Maserati        | A6GCM    | Maserati 250F1 2.5 L6                    | Pirelli           | Alberto Uria           | 1          |
| Alberto Uria                        | Maserati        | A6GCM    | Maserati 250F1 2.5 L6                    | Pirelli           | Óscar González         | 1          |
| Scuderia Ferrari                    | Ferrari         | D50 555  | Ferrari DS50 2.5 V8 Ferrari 555 2.5 L4   | Englebert Pirelli | Juan Manuel Fangio     | 1–2, 4–8   |
| Scuderia Ferrari                    | Ferrari         | D50 555  | Ferrari DS50 2.5 V8 Ferrari 555 2.5 L4   | Englebert Pirelli | Eugenio Castellotti    | 1–2, 4–8   |
| Scuderia Ferrari                    | Ferrari         | D50 555  | Ferrari DS50 2.5 V8 Ferrari 555 2.5 L4   | Englebert Pirelli | Luigi Musso            | 1–2, 7–8   |
| Scuderia Ferrari                    | Ferrari         | D50 555  | Ferrari DS50 2.5 V8 Ferrari 555 2.5 L4   | Englebert Pirelli | Peter Collins          | 1–2, 4–8   |
| Scuderia Ferrari                    | Ferrari         | D50 555  | Ferrari DS50 2.5 V8 Ferrari 555 2.5 L4   | Englebert Pirelli | Olivier Gendebien      | 1, 5       |
| Scuderia Ferrari                    | Ferrari         | D50 555  | Ferrari DS50 2.5 V8 Ferrari 555 2.5 L4   | Englebert Pirelli | Paul Frère             | 4          |
| Scuderia Ferrari                    | Ferrari         | D50 555  | Ferrari DS50 2.5 V8 Ferrari 555 2.5 L4   | Englebert Pirelli | André Pilette          | 4          |
| Scuderia Ferrari                    | Ferrari         | D50 555  | Ferrari DS50 2.5 V8 Ferrari 555 2.5 L4   | Englebert Pirelli | Alfonso de Portago     | 5–8        |
| Scuderia Ferrari                    | Ferrari         | D50 555  | Ferrari DS50 2.5 V8 Ferrari 555 2.5 L4   | Englebert Pirelli | Wolfgang von Trips     | 8          |
| Equipe Gordini                      | Gordini         | T16T32   | Gordini 23 2.5 L6 Gordini 25 2.5 L8      | Englebert         | Robert Manzon          | 2, 5–8     |
| Equipe Gordini                      | Gordini         | T16T32   | Gordini 23 2.5 L6 Gordini 25 2.5 L8      | Englebert         | Élie Bayol             | 2          |
| Equipe Gordini                      | Gordini         | T16T32   | Gordini 23 2.5 L6 Gordini 25 2.5 L8      | Englebert         | André Pilette          | 2, 5, 7    |
| Equipe Gordini                      | Gordini         | T16T32   | Gordini 23 2.5 L6 Gordini 25 2.5 L8      | Englebert         | Hermano da Silva Ramos | 2, 5–6, 8  |
| Equipe Gordini                      | Gordini         | T16T32   | Gordini 23 2.5 L6 Gordini 25 2.5 L8      | Englebert         | André Milhoux          | 7          |
| Equipe Gordini                      | Gordini         | T16T32   | Gordini 23 2.5 L6 Gordini 25 2.5 L8      | Englebert         | André Simon            | 8          |
| Ecurie Rosier                       | Maserati        | 250F     | Maserati 250F1 2.5 L6                    | Pirelli           | Louis Rosier           | 2, 4–7     |
| Vandervell Products                 | Vanwall         | VW 2     | Vanwall 254 2.5 L4                       | Pirelli           | Maurice Trintignant    | 2, 4, 6, 8 |
| Vandervell Products                 | Vanwall         | VW 2     | Vanwall 254 2.5 L4                       | Pirelli           | Harry Schell           | 2, 4–6, 8  |
| Vandervell Products                 | Vanwall         | VW 2     | Vanwall 254 2.5 L4                       | Pirelli           | Mike Hawthorn          | 5          |
| Vandervell Products                 | Vanwall         | VW 2     | Vanwall 254 2.5 L4                       | Pirelli           | Colin Chapman          | 5          |
| Vandervell Products                 | Vanwall         | VW 2     | Vanwall 254 2.5 L4                       | Pirelli           | José Froilán González  | 6          |
| Vandervell Products                 | Vanwall         | VW 2     | Vanwall 254 2.5 L4                       | Pirelli           | Piero Taruffi          | 8          |
| Gould's Garage (Bristol) H.H. Gould | Maserati        | 250F     | Maserati 250F1 2.5 L6                    | Dunlop            | Horace Gould           | 2, 4, 6–7  |
| Giorgio Scarlatti                   | Ferrari         | 500      | Ferrari 500 2.0 L4                       | Pirelli           | Giorgio Scarlatti      | 2          |
| Scuderia Centro Sud                 | MaseratiFerrari | 250F 500 | Maserati 250F1 2.5 L6 Ferrari 500 2.0 L4 | Pirelli           | Louis Chiron           | 2          |
| Scuderia Centro Sud                 | MaseratiFerrari | 250F 500 | Maserati 250F1 2.5 L6 Ferrari 500 2.0 L4 | Pirelli           | Luigi Villoresi        | 4          |
| Scuderia Centro Sud                 | MaseratiFerrari | 250F 500 | Maserati 250F1 2.5 L6 Ferrari 500 2.0 L4 | Pirelli           | Harry Schell           | 7          |
| Scuderia Centro Sud                 | MaseratiFerrari | 250F 500 | Maserati 250F1 2.5 L6 Ferrari 500 2.0 L4 | Pirelli           | Giorgio Scarlatti      | 7          |
| Scuderia Centro Sud                 | MaseratiFerrari | 250F 500 | Maserati 250F1 2.5 L6 Ferrari 500 2.0 L4 | Pirelli           | Toulo de Graffenried   | 8          |
| Piero Scotti                        | Connaught-Alta  | B        | Alta GP 2.5 L4                           | Pirelli           | Piero Scotti           | 4          |
| Automobiles Bugatti                 | Bugatti         | T251     | Bugatti 2.5 L8                           | Englebert         | Maurice Trintignant    | 5          |
| Luigi Piotti                        | Maserati        | 250F     | Maserati 250F1 2.5 L6                    | Pirelli           | Luigi Villoresi        | 5–7        |
| Luigi Piotti                        | Maserati        | 250F     | Maserati 250F1 2.5 L6                    | Pirelli           | Luigi Piotti           | 7–8        |
| André Simon                         | Maserati        | 250F     | Maserati 250F1 2.5 L6                    | Pirelli           | André Simon            | 5          |
| Scuderia Guastalla                  | Maserati        | 250F     | Maserati 250F1 2.5 L6                    | Pirelli           | Umberto Maglioli       | 6          |
| Scuderia Guastalla                  | Maserati        | 250F     | Maserati 250F1 2.5 L6                    | Pirelli           | Gerino Gerini          | 8          |
| Connaught Engineering               | Connaught-Alta  | B        | Alta GP 2.5 L4                           | PirelliAvon       | Archie Scott-Brown     | 6, 8       |
| Connaught Engineering               | Connaught-Alta  | B        | Alta GP 2.5 L4                           | PirelliAvon       | Desmond Titterington   | 6          |
| Connaught Engineering               | Connaught-Alta  | B        | Alta GP 2.5 L4                           | PirelliAvon       | Jack Fairman           | 6, 8       |
| Connaught Engineering               | Connaught-Alta  | B        | Alta GP 2.5 L4                           | PirelliAvon       | Les Leston             | 8          |
| Connaught Engineering               | Connaught-Alta  | B        | Alta GP 2.5 L4                           | PirelliAvon       | Ron Flockhart          | 8          |
| Bob Gerard                          | Cooper-Bristol  | T23      | Bristol BS1 2.0 L6                       | Dunlop            | Bob Gerard             | 6          |
| Gilby Engineering                   | Maserati        | 250F     | Maserati 250F1 2.5 L6                    | Dunlop            | Roy Salvadori          | 6–8        |
| Bruce Halford                       | Maserati        | 250F     | Maserati 250F1 2.5 L6                    | Dunlop            | Bruce Halford          | 6–8        |
| Jack Brabham                        | Maserati        | 250F     | Maserati 250F1 2.5 L6                    | Dunlop            | Jack Brabham           | 6          |
| Emeryson Cars                       | Emeryson-Alta   | 56       | Alta GP 2.5 L4                           | Dunlop            | Paul Emery             | 6          |
| Ottorino Volonterio                 | Maserati        | A6GCM    | Maserati 250F1 2.5 L6                    | Pirelli           | Ottorino Volonterio    | 7          |

*Výše uvedený seznam nezahrnuje týmy a jezdce z Indianapolis 500 1956.

## Závody započítávané do MS
| Datum              | Grand Prix                                         | Náhled | Akce               | Jezdec                         | Vůz           | Stav MS            |
| ------------------ | -------------------------------------------------- | ------ | ------------------ | ------------------------------ | ------------- | ------------------ |
| 1. GP 22. leden    | Argentina Autódromo Oscar y Juan Gálvez (Výsledky) |        | Závod              | Luigi Musso Juan Manuel Fangio | Ferrari D50   | Juan Manuel Fangio |
| 1. GP 22. leden    | Argentina Autódromo Oscar y Juan Gálvez (Výsledky) | Kolo   | Juan Manuel Fangio | Ferrari D50                    |               | Juan Manuel Fangio |
| 1. GP 22. leden    | Argentina Autódromo Oscar y Juan Gálvez (Výsledky) | Pole   | Juan Manuel Fangio | Ferrari D50                    |               | Juan Manuel Fangio |
| 2. GP 13. květen   | Monako Circuit de Monaco (Výsledky)                |        | Závod              | Stirling Moss                  | Maserati 250F | Juan Manuel Fangio |
| 2. GP 13. květen   | Monako Circuit de Monaco (Výsledky)                | Kolo   | Juan Manuel Fangio | Ferrari D50                    |               | Juan Manuel Fangio |
| 2. GP 13. květen   | Monako Circuit de Monaco (Výsledky)                | Pole   | Juan Manuel Fangio | Ferrari D50                    |               | Juan Manuel Fangio |
| 3. GP 30. května   | Indy 500 Indianapolis (Výsledky)                   |        | Závod              | Pat Flaherty                   | Ferrari 500   | Juan Manuel Fangio |
| 3. GP 30. května   | Indy 500 Indianapolis (Výsledky)                   | Kolo   | Paul Russo         | Ferrari 500                    |               | Juan Manuel Fangio |
| 3. GP 30. května   | Indy 500 Indianapolis (Výsledky)                   | Pole   | Pat Flaherty       | Ferrari 500                    |               | Juan Manuel Fangio |
| 4. GP 3. červen    | Belgie Spa-Francorchamps (Výsledky)                |        | Závod              | Peter Collins                  | Ferrari D50   | Juan Manuel Fangio |
| 4. GP 3. červen    | Belgie Spa-Francorchamps (Výsledky)                | Kolo   | Stirling Moss      | Maserati 250F                  |               | Juan Manuel Fangio |
| 4. GP 3. červen    | Belgie Spa-Francorchamps (Výsledky)                | Pole   | Juan Manuel Fangio | Ferrari D50                    |               | Juan Manuel Fangio |
| 5. GP 1. červenec  | Francie Remeš (Výsledky)                           |        | Závod              | Peter Collins                  | Ferrari D50   | Juan Manuel Fangio |
| 5. GP 1. červenec  | Francie Remeš (Výsledky)                           | Kolo   | Juan Manuel Fangio | Ferrari D50                    |               | Juan Manuel Fangio |
| 5. GP 1. červenec  | Francie Remeš (Výsledky)                           | Pole   | Juan Manuel Fangio | Ferrari D50                    |               | Juan Manuel Fangio |
| 6. GP 14. červenec | Velká Británie Silverstone (Výsledky)              |        | Závod              | Juan Manuel Fangio             | Ferrari D50   | Juan Manuel Fangio |
| 6. GP 14. červenec | Velká Británie Silverstone (Výsledky)              | Kolo   | Stirling Moss      | Maserati 250F                  |               | Juan Manuel Fangio |
| 6. GP 14. červenec | Velká Británie Silverstone (Výsledky)              | Pole   | Stirling Moss      | Maserati 250F                  |               | Juan Manuel Fangio |
| 7. GP 5. srpen     | Německo Nürburgring (Výsledky)                     |        | Závod              | Juan Manuel Fangio             | Ferrari D50   | Juan Manuel Fangio |
| 7. GP 5. srpen     | Německo Nürburgring (Výsledky)                     | Kolo   | Juan Manuel Fangio | Ferrari D50                    |               | Juan Manuel Fangio |
| 7. GP 5. srpen     | Německo Nürburgring (Výsledky)                     | Pole   | Juan Manuel Fangio | Ferrari D50                    |               | Juan Manuel Fangio |
| 8. GP 2. září      | Itálie Monza (Výsledky)                            |        | Závod              | Stirling Moss                  | Maserati 250F | Juan Manuel Fangio |
| 8. GP 2. září      | Itálie Monza (Výsledky)                            | Kolo   | Stirling Moss      | Maserati 250F                  |               | Juan Manuel Fangio |
| 8. GP 2. září      | Itálie Monza (Výsledky)                            | Pole   | Juan Manuel Fangio | Ferrari D50                    |               | Juan Manuel Fangio |

### Argentina
Po přestupu do Ferrari se Fangio rychel adaptoval na nový vůz a v kvalifikaci získal pole position o celé 2 sekundy před Eugeniem Castellottim. Ze začátku závodu se však propadl hlouběji do pole. Poté, co se ve vedení závodu vystřídali González, Menditéguy a Moss, tak se Fangio v 67. kole vrátil na vedoucí příčku, když se jeho vůz porouchal a on využil vozu Luigiho Mussa a dovezl jej do cíle na prvním místě. I přesto, že Fangio v závodě zvítězil a získal nejrycheljší kolo, tak se do vedení šampionátu přesunul Jean Behra (Fangio a Musso si body zaprvní místo rozdělili na půl).

### Monako
Závod vyhrál Stirling Moss ve svém Maserati, který vedl od vlajky k vlajce. Juan Manuel Fangio měl problémy se svým Ferrari, ale poté, co nechal Eugenia Castellottiho převzít své auto, on si vzal sesterský vůz Petera Collinse. Moss si v poklidu pro šachovnicouvou vlajku, i přes zuřivou jízdu Fangia, který ztrátu dokázal stáhnout už jen na rozdíl 6 sekund. Jean Behra využil problémů Ferrari a dojel na třetím místě ve svém Maserati.

### Indianapolis 500
S náskokem 20 sekund a vedení závodu od 76. kola si pro první vítězství v Indy 500 dojel Pat Flaherty, následovaný Samem Hanksem a Donem Freelandem.

### Belgie
V deštivém závodě ve Spa vedl do 24. kola Juan Manuel Fangio, dokud se na jeho velmi nespolehlivém Ferrari nepoškodila převodovka a on musel z vedení závodu odstoupit. Striling Moss měl v závodě také problémy a odstoupil, ale pak převzal vůz kolegy Cesara Perdisi a dovezl jej na 3. místě. První vítězství ve Formuli 1 získal dominantní Peter Collins a za ním druhý získal první pódium Paul Frère.

### Francie
Závod byl zvýrazněn vzrušující bitvou mezi dvěma vozy Lancia-Ferrari Petera Collinse a Eugenia Castellottiho, která byla zmařena 10 kol před koncem, když tým nařídil jezdcům držet místa s Collinsem vpředu a Castellottim na druhém místě,aby se předešlo kolizím a přetěžování vozů. Collins nakonec zvítězil o 0,3 sekundy. Téměř o minutu a půl později se umístil na třetím místě Jean Behra v Maserati, jediném dalším autě ve stejném kole jako vedoucí závodu.

### Velká Británie
Po ročním výpadku se Silverstone zase vrátil do Formule 1 a zvítězil na něm Juan Manuel Fangio. Druhý dojel Peter Collins, který si vzal vůz od Alfonsa de Portaga. Sterling Moss vedl v průběhu závodu přes 50 kol, ale poté, co ho Fangio předjel začal klesat polem a nakonec pár kol před koncem odstoupil kvůli problíému s osou. Fangio se dotáhl za Collinse na rozdíl jediného bodu.

### Německo
V Německu neměl Fangio soupeře a poté, co Peter Collins dvakrát odstoupil ho v šampionátu přeskočil na rozdíl osmi bodů. Druhý byl Strling Moss a třetí Jean Behra. Celkem dojelo pouze 5 jezdců.

### Itálie
Jean Behra a Peter Collins měli oba ztrátu 8 bodů na Fangia a proto aby vyhráli šampionát musel jeden z nich vyhrát závod a Fangio nedokončit nebo dojet mimo body. Závod vyhrál Stirling Moss v Maserati, ale v neuvěřitelném projevu sportovního ducha předal Peter Collins svou Lancii-Ferrari Fangiovi, což mu umožnilo podělit se s Collinsem o druhé místo a zajistit si čtvrté mistrovství světa. Třetí místo obsadil Ron Flockhart v Connaughtu, jediném umístění na stupních vítězů pro tuto značku.

## Konečné hodnocení Mistrovství Světa

### Pohár jezdců
| *  | Pilot                  | ARG      | MON      | 500  | BEL      | FRA       | GBR      | GER        | ITA        | body    |
| -- | ---------------------- | -------- | -------- | ---- | -------- | --------- | -------- | ---------- | ---------- | ------- |
| 1  | Juan Manuel Fangio     | 1† / Ret | 2† / 4†  |      | Ret      | 4         | 1        | 1          | (2)† / 8†  | 30 (33) |
| 2  | Stirling Moss          | Ret      | 1        |      | 3† / Ret | 5† / Ret  | (Ret)    | 2          | 1          | 27 (28) |
| 3  | Peter Collins          | Ret      | 2†       |      | 1        | 1         | 2† / Ret | Ret† / Ret | 2†         | 25      |
| 4  | Jean Behra             | 2        | 3        |      | 7        | 3         | 3        | 3          | Ret† / Ret | 22      |
| 5  | Pat Flaherty           |          |          | 1    |          |           |          |            |            | 8       |
| 6  | Eugenio Castellotti    | Ret      | 4† / Ret |      | Ret      | 2         | 10†      | Ret† / Ret | 8† / Ret   | 7.5     |
| 7  | Sam Hanks              |          |          | 2    |          |           |          |            |            | 6       |
| =  | Paul Frère             |          |          |      | 2        |           |          |            |            | 6       |
| 9  | Paco Godia             |          |          |      | Ret      | 7         | 8        | 4          | 4          | 6       |
| 10 | Jack Fairman           |          |          |      |          |           | 4        |            | 5          | 5       |
| 11 | Luigi Musso            | 1†       | Ret      |      |          |           |          | Ret†       | Ret        | 4       |
| =  | Mike Hawthorn          | 3        | DNS      |      | DNS      | 10†       | Ret      |            |            | 4       |
| =  | Ron Flockhart          |          |          |      |          |           | Ret      |            | 3          | 4       |
| =  | Don Freeland           |          |          | 3    |          |           |          |            |            | 4       |
| 15 | Alfonso de Portago     |          |          |      |          | Ret       | 2† / 10† | Ret†       | Ret        | 3       |
| =  | Cesare Perdisa         |          | 7        |      | 3†       | 5†        | 7        | DNS        |            | 3       |
| =  | Harry Schell           |          | Ret      |      | 4        | 10† / Ret | Ret      | Ret        | Ret        | 3       |
| =  | Johnnie Parsons        |          |          | 4    |          |           |          |            |            | 3       |
| 19 | Louis Rosier           |          | Ret      |      | 8        | 6         | Ret      | 5          |            | 2       |
| =  | Luigi Villoresi        |          |          |      | 5        | Ret       | 6        | Ret        | Ret†       | 2       |
| =  | Hermano da Silva Ramos |          | 5        |      |          | 8         | Ret      |            | Ret        | 2       |
| =  | Horace Gould           |          | 8        |      | Ret      |           | 5        | Ret        |            | 2       |
| =  | Olivier Gendebien      | 5        |          |      |          | Ret       |          |            |            | 2       |
| =  | Dick Rathmann          |          |          | 5    |          |           |          |            |            | 2       |
| 25 | Gerino Gerini          | 4†       |          |      |          |           |          |            | 10         | 1.5     |
| =  | Chico Landi            | 4†       |          |      |          |           |          |            |            | 1.5     |
| 27 | Paul Russo             |          |          | Ret  |          |           |          |            |            | 1       |
| —  | André Pilette          |          | 6†       |      | 6        | 11        |          | DNS        |            | 0       |
| —  | Luigi Piotti           | Ret      |          |      |          |           |          | DNS        | 6          | 0       |
| —  | Bob Sweikert           |          |          | 6    |          |           |          |            |            | 0       |
| —  | Óscar González         | 6†       |          |      |          |           |          |            |            | 0       |
| —  | Alberto Uria           | 6†       |          |      |          |           |          |            |            | 0       |
| —  | Élie Bayol             |          | 6†       |      |          |           |          |            |            | 0       |
| —  | Bob Veith              |          |          | 7    |          |           |          |            |            | 0       |
| —  | Toulo de Graffenried   |          |          |      |          |           |          |            | 7          | 0       |
| —  | Rodger Ward            |          |          | 8    |          |           |          |            |            | 0       |
| —  | Robert Manzon          |          | Ret      |      |          | 9         | 9        | Ret        | Ret        | 0       |
| —  | André Simon            |          |          |      |          | Ret       |          |            | 9          | 0       |
| —  | Jimmy Reece            |          |          | 9    |          |           |          |            |            | 0       |
| —  | Cliff Griffith         |          |          | 10   |          |           |          |            |            | 0       |
| —  | Roy Salvadori          |          |          |      |          |           | Ret      | Ret        | 11         | 0       |
| —  | Gene Hartley           |          |          | 11   |          |           |          |            |            | 0       |
| —  | Bob Gerard             |          |          |      |          |           | 11       |            |            | 0       |
| —  | Fred Agabashian        |          |          | 12   |          |           |          |            |            | 0       |
| —  | Bob Christie           |          |          | 13   |          |           |          |            |            | 0       |
| —  | Al Keller              |          |          | 14   |          |           |          |            |            | 0       |
| —  | Eddie Johnson          |          |          | 15   |          |           |          |            |            | 0       |
| —  | Billy Garrett          |          |          | 16   |          |           |          |            |            | 0       |
| —  | Duke Dinsmore          |          |          | 17   |          |           |          |            |            | 0       |
| —  | Pat O'Connor           |          |          | 18   |          |           |          |            |            | 0       |
| —  | Jimmy Bryan            |          |          | 19   |          |           |          |            |            | 0       |
| —  | Ottorino Volonterio    |          |          |      |          |           |          | NC         |            | 0       |
| —  | Maurice Trintignant    |          | Ret      |      | Ret      | Ret       | Ret      |            | Ret        | 0       |
| —  | Umberto Maglioli       |          |          |      |          |           | Ret      | Ret        | Ret†       | 0       |
| —  | Bruce Halford          |          |          |      |          |           | Ret      | DSQ        | Ret        | 0       |
| —  | José Froilán González  | Ret      |          |      |          |           | Ret      |            |            | 0       |
| —  | Piero Taruffi          |          |          |      |          | Ret       |          |            | Ret        | 0       |
| —  | Tony Brooks            |          | DNS      |      |          |           | Ret      |            |            | 0       |
| —  | Giorgio Scarlatti      |          | DNQ      |      |          |           |          | Ret        |            | 0       |
| —  | Carlos Menditeguy      | Ret      |          |      |          |           |          |            |            | 0       |
| —  | Jim Rathmann           |          |          | Ret  |          |           |          |            |            | 0       |
| —  | Johnnie Tolan          |          |          | Ret  |          |           |          |            |            | 0       |
| —  | Tony Bettenhausen      |          |          | Ret  |          |           |          |            |            | 0       |
| —  | Jimmy Daywalt          |          |          | Ret  |          |           |          |            |            | 0       |
| —  | Jack Turner            |          |          | Ret  |          |           |          |            |            | 0       |
| —  | Keith Andrews          |          |          | Ret  |          |           |          |            |            | 0       |
| —  | Andy Linden            |          |          | Ret  |          |           |          |            |            | 0       |
| —  | Al Herman              |          |          | Ret  |          |           |          |            |            | 0       |
| —  | Ray Crawford           |          |          | Ret  |          |           |          |            |            | 0       |
| —  | Johnny Boyd            |          |          | Ret  |          |           |          |            |            | 0       |
| —  | Troy Ruttman           |          |          | Ret  |          |           |          |            |            | 0       |
| —  | Johnny Thomson         |          |          | Ret  |          |           |          |            |            | 0       |
| —  | Piero Scotti           |          |          |      | Ret      |           |          |            |            | 0       |
| —  | Desmond Titterington   |          |          |      |          |           | Ret      |            |            | 0       |
| —  | Archie Scott-Brown     |          |          |      |          |           | Ret      |            |            | 0       |
| —  | Paul Emery             |          |          |      |          |           | Ret      |            |            | 0       |
| —  | Jack Brabham           |          |          |      |          |           | Ret      |            |            | 0       |
| —  | André Milhoux          |          |          |      |          |           |          | Ret        |            | 0       |
| —  | Les Leston             |          |          |      |          |           |          |            | Ret        | 0       |
| —  | Ed Elisian             |          |          | Ret† |          |           |          |            |            | 0       |
| —  | Eddie Russo            |          |          | Ret† |          |           |          |            |            | 0       |
| —  | Jo Bonnier             |          |          |      |          |           |          |            | Ret†       | 0       |
| —  | Louis Chiron           |          | DNS      |      |          |           |          |            |            | 0       |
| —  | Colin Chapman          |          |          |      |          | DNS       |          |            |            | 0       |
| —  | Wolfgang von Trips     |          |          |      |          |           |          |            | DNS        | 0       |
| *  | Polot                  | ARG      | MON      | 500  | BEL      | FRA       | GBR      | GER        | ITA        | body    |

| Legenda k tabulce | Legenda k tabulce                                                                       |
| Barva             | Výsledek                                                                                |
| ----------------- | --------------------------------------------------------------------------------------- |
| Zlatá             | Vítěz                                                                                   |
| Stříbrná          | 2. místo                                                                                |
| Bronzová          | 3. místo                                                                                |
| Zelená            | Bodované umístění                                                                       |
| Modrá             | Nebodované umístění                                                                     |
| Modrá             | Dokončil neklasifikován (NC)                                                            |
| Fialová           | Odstoupil (Ret)                                                                         |
| Červená           | Nekvalifikoval se (DNQ)                                                                 |
| Červená           | Nepředkvalifikoval se (DNPQ)                                                            |
| Černá             | Diskvalifikován (DSQ)                                                                   |
| Bílá              | Nestartoval (DNS)                                                                       |
| Bílá              | Závod zrušen (C)                                                                        |
| Světle modrá      | Pouze trénoval (PO)                                                                     |
| Světle modrá      | Páteční testovací jezdec (TD)                                                           |
| Bez barvy         | Netrénoval (DNP)                                                                        |
| Bez barvy         | Vyřazen (EX)                                                                            |
| Bez barvy         | Nepřijel (DNA)                                                                          |
| Bez barvy         | Odvolal účast (WD)                                                                      |
| Bez barvy         | Nezúčastnil se (prázdné)                                                                |
| Označení          | Význam                                                                                  |
| Tučnost           | Pole position                                                                           |
| Kurzíva           | Nejrychlejší kolo                                                                       |
| †                 | Jezdec nedojel do cíle, ale byl klasifikován, protože odjel více než 90 % délky závodu. |
| ‡                 | Byl udělován poloviční počet bodů, protože bylo odjeto méně než 75 % délky závodu.      |
| Horní index       | Umístění bodujících jezdců ve sprintu                                                   |